# Яків Фінкельштейн
Яків Семенович Грібов (з листопада 2021 р. — Фінкельштейн) народився в с. Озерне Житомирської обл. — бізнесмен, співвласник компанії Nemiroff.
В 2017 році переїхав з України в Росію, з якої в 2022 році переїхав в Великобританію.

## Життєпис
Яків Фінкельштейн народився в с. Озерне Житомирської обл. в родині військового. Зараз — громадянин Ізраілю.

### Освіта
- 1987 р. — із відзнакою закінчив Челябінський політехнічний інститут, приладобудівний факультет, спеціальність — «Автоматика і телемеханіка».

### Кар'єра та бізнес
- 1987 р. — Науково-дослідний інститут у м. Хмельницькому;
- 1987 р. — Яків Фінкельштейн (Грібов) почав займатися приватним бізнесом, один із засновників кооперативу «Квинтет»;
- початок 1990-х рр. — з американським, британським і німецьким інвесторами його команда купила «Немирівський лікеро-горілчаний завод» (Вінницька область), з якого почався розвиток групи компаній Nemiroff;
- 1997—2014 рр. — співвласник і директор компанії «Містраль» (торгівля зерном і продуктами харчування);
- 1998 р. — увійшов до складу ради директорів холдингу Nemiroff, що займається виробництвом і продажем алкогольної продукції;
- 2006—2010 рр. — власник мережі аптек «Доброго дня». Яків Фінкельштейн (Грібов) поступився своєю часткою партнеру, в обмін на пакет акцій житомирського заводу «Обербетон»;
- 2009 р. — засновник компанії «Зернотрейд» (виробництво та експорт зерна);
- з 2010 р. — співвласник (50 %) заводу «Обербетон» (виготовлення бетонних виробів для будівництва);
- з 2014 р. — співвласник (26,68 %) «ЛВН Лімітед» (бренд Nemiroff Vodka Ltd.). Інші співвласники — Фількінштейн Белла Семенівна (26,68 %), Кіпіш Анатолій Зіновійович (46,64 %);
- 2017—2024 рр. — співвласник (25,0 %) компанії «Протеїн Інвест» (виробництво рослинної олії та тваринних жирів, Хмельницька обл.);
- 2020—2021 рр. — співвласник через кіпрську компанію Rostok Agroinvest Limited, групи компаній «РОСТОК-ХОЛДИНГ»;
- з 2021 р. — власник Закритого Недиверсифікованого Венчурного Корпоративного Інвестиційного Фонду «Бельфор», до складу якого належить компанія «Геймдев» (організування азартних ігор: онлайн казіно SlotsCity).

### Фінанси
- 2013 р. — «Фокус» оцінив статки Якова Грибова і його сестри Белли Фількінштейн (співвласники компанії Nemiroff) у $138 млн (96 місце рейтингу «200 найбагатших людей України»).
- 2020 р. — у Топ-100 найбагатших українців за версією Forbes Ukraine зі статками $170 млн Яків Фінкельштейн (Грібов) посідав 48 місце.
- 2021 р. — у ТОП-100 найбагатших українців за версією журналу Forbes зі статками $140 млн посідав 83 місце.

## Сім'я
- Одружений, має двоє дітей.
- Сестра — Фількінштейн Белла Семенівна, співвласниця компанії «Nemiroff».